# Hochburg–Lamberg-kastély
A Miske-kastély (elterjedt, de téves nevén[forrás?] Hochburg–Lamberg-kastély vagy Lamberg-kastély) egy 1837–39-ben épült, jelenleg magántulajdonban lévő klasszicista kastély Bodajkon.

## Történet

### Előzmények
Bodajk a 16. századtól a Csókakői-uradalom része és 1671-ig a Nádasdy család tulajdona volt, majd kamarai igazgatás alá került. I. Lipót 1691-ben kelt adományában a felszabadító háborúkban meggazdagodott Johann Haas Hochburg királyi tanácsosnak, hadi élelmezési főbiztosnak adományozta 60 ezer Ft-ért. A fiúág kihalása után a birtokot 1752-ben a leány ági leszármazottak osztották fel egymás között. Bodajk Anna Maria Hochburgnak jutott, akinek férje Berényi György (1699–1739) volt. Bodajkot négy generáción keresztül örökölték leányági leszármazottak, csökkenő birtokhányadokkal. Berényi három lánya közül az 1763-as osztozkodás során Berényi Anna Mária (1738–1771) kapta Bodajkot, akinek Zichy János (1738–1778) volt a férje. Két lányuk közül először Anna birtokába került, de ő utódok nélkül halt meg, így Zichy Jozefáé (1771 előtt–1841) lett az egész örökség, az ő férje Bethlen József (1757-1815) kincstartó volt.

### A kastély építése és fénykora
Bethlenné Zichy Jozefa 1837-ben az egész birtokot 12 ezer ezüstért bérbe adta lánya, Bethlen Jozefa (1784–1869) férjének, Miske Józsefnek (1774–1855), aki Erdély kormányzója és birodalmi miniszter volt, és intenzív gazdálkodásba kezdtek. A korábbi uradalmi rezidencia - ami nem a kastély helyén állt - nem biztosított megfelelő lakhatást a családnak, ezért az 1837–1839 közötti években építtették meg a jelenlegi kastélyt. Tervezőjéről, kivitelezőjéről eddig hiteles adat nem került elő. Zádor Anna a magyar klasszicista építészetről írt könyvében, stíluskritikai alapon, Hild Józsefet nevezi meg mesterként.
Az építtetők fia, báró Miske Imre (1820-1884) halálát követően utódai 1893-ban, a mintegy 4400 holdat kitevő birtokot és kastélyt eladták Megyeri Krausz Lajosnak (1843-1905), tőle Grünfeld Jakab (1866-1916) vette meg 1904-ben 1 millió 270 ezer koronáért, melyen családja 1942-ig gazdálkodott, amikor mint zsidó birtokot kisajátították és az Országos Földhitelintézet kezelésébe adták.

### A második világháború után
A második világháborúban megrongálódott épületet a lakosság teljesen kifosztotta, csak a falai álltak. Hosszas előkészületek után 1962-ben új tetőzet készült, majd 1964–1965-ben az Országos Műemléki Felügyelőség tervezésében és kivitelezésében turistaszállóvá alakították. Az 1990-es évek elejéig működött turistaszállóként.

### Napjainkban
2007-ben az önkormányzat eladta, de a befektető a gazdasági válság miatt nem tudta felújítani. 2015 végére a turai kastélyt is birtokló TRA Kft. tulajdonába került 29 millió forintért. A TRA Kft. tulajdonosa Tiborcz István cége, a BDPST Zrt. A kastély 2016 júniusában átkerült a BDPST Zrt. tulajdonában álló BDJK Real Estate Kft.-be. A BDJK Kft.-t nem sokkal később megvette az Excidit Befektetési Kft., amely több szálon kötődik Tiborcz István korábbi üzlettársához, a győri milliárdos Paár Attilához. A  Magyar Turisztikai Ügynökség Ft közpénzt ítélt meg a kastély felújítására, amit Paár Attila cége végez el. A kastély felújítása mintegy 3,5 milliárd Ft-ba került, amelyből 1,4 milliárd Ft állami támogatás.

## Leírása

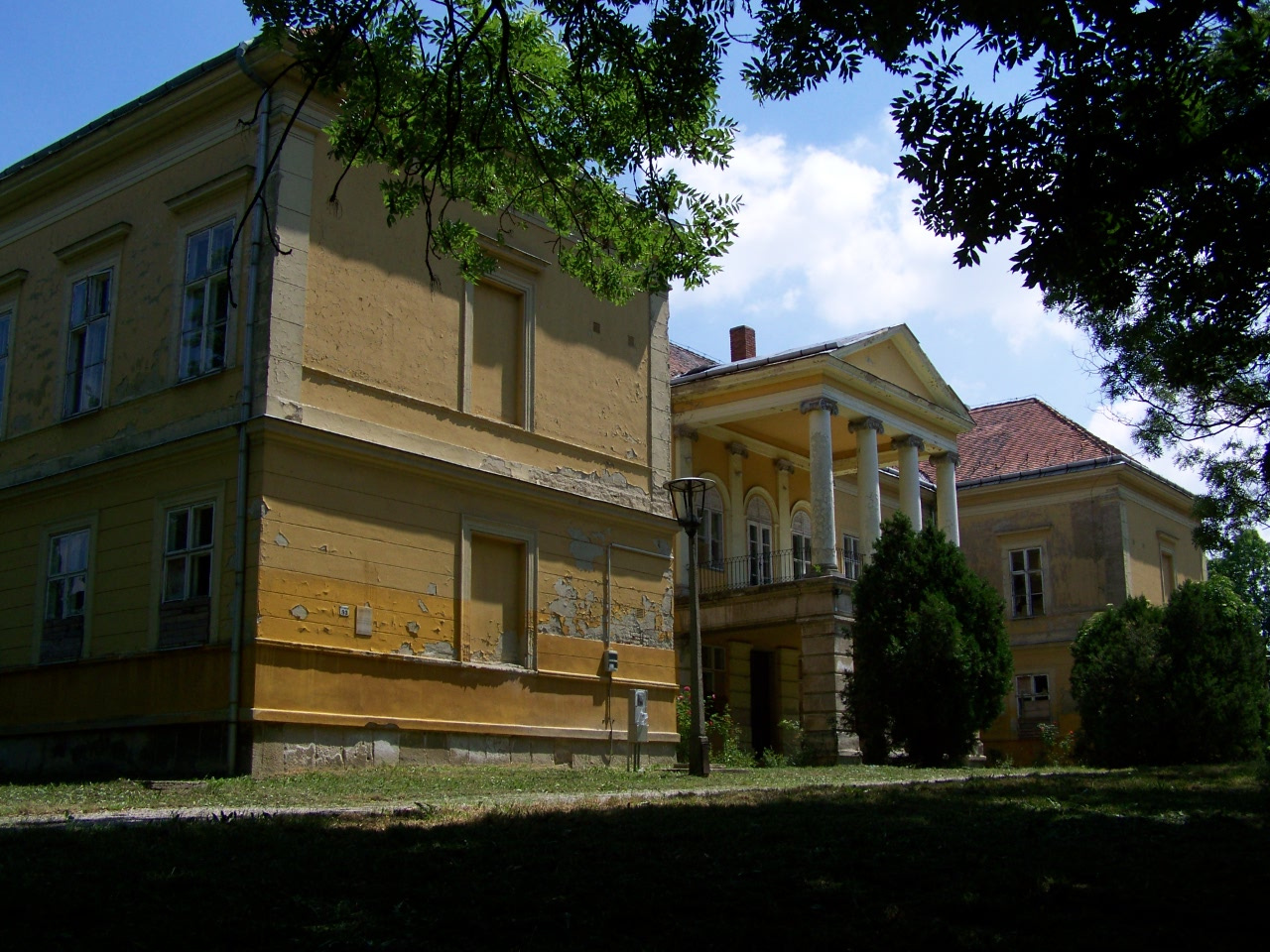
A kastély 2007-ben

A 10 holdas angolparkban álló közepes méretű kastély klasszicista építészetünk egyik jeles alkotása. Szabadon álló, U alaprajzú, emeletes épület. Főhomlokzata 1+2+3+2+1 tengelyes, a két előrenyúló vakablakokkal tagolt rövid oldalszárny között a kétszintes középrizalit erőteljesen kiugrik, alul tömör faragott, négy kőpillér által tartott kocsialáhajtó, felette négy ion fejezetű oszloppal alátámasztott timpanon. A főhomlokzat arányai, harmóniája, valamint a faragott kőelemek kivitelezése tökéletes. A síkban tartott kerti homlokzat vízszintes párkányai között, a középrizalit pillérei, valamint a vállpárkányokra illesztett íves ablakszemöldökök, a jellegzetes hildi formakincshez tartoznak. Az emeleti erkélyt tartó faragott kő konzolpárok is igényesen faragottak, szépek. Belseje egy szobasoros, udvari oldalán oldalfolyosós elrendezésű.